# لوكهيد إيه سي-130
طائرة لوكهيد إيه سي-130 هي طائرة مسلحة ثقيلة موجهة للهجوم الأرضى. كانت شركة لوكهيد مارتن مسؤولة عن بناء هيكل الطائرة، بينما كانت شركة بوينغ تتولى تحويلها لطائرة مسلحة وتتولى الدعم أيضا. الطائرة هي تعديل لطائرة النقل سي-130 هيركوليز.
المستخدم الرئيسى للطائرة هي القوات الجوية الأمريكية, وهي مزودة إيه سي-130 بأربع محركات توربينية. تتسلح الطائرة برشاشة غاتلينغ (Gatling gun) عيار 20مم ومدافع هاوتزر عيار 105مم. يتكون طاقمها من 12 أو 13 عنصر منهم 5 ضباط (2 من الطيارين وملاح وضابط الحرب الإلكترونية وآخر لمكافحة النيران) والأفراد المجندين (مهندس طيران، ومشغلي الإلكترونيات والمدفعية الجوية).
- أستخدمت هذه الطائرة في فيلم حركة هو فيلم المتحولون الذي خرج في 2007. كما استخدمن الطائرة في لعبة فيديو اسمها كول أوف ديوتي 4: مودرن وورفير في عملية خاصة. وعادت في الإصدار التالي كول أوف ديوتي: مودرن وورفير 3 بما يسمى kill streak وينبغي لك قتل 11 شخص دون أن تموت لتحصل عليها (10 باستخدام بريك hard line

## اقرأ أيضاً
- إيه سي-47 سبوكي
- فيرتشايلد إيه سي-119
- مدفع بوفورز 40 ملم